# Jalymar Salomón
Jalymar Salomón (29 de junio de 1977 en Caracas, Venezuela) es una actriz, Cantante y animadora venezolana reconocida por ser la presentadora del programa de televisión El Club de los Tigritos, junto a Wanda D'Isidoro Arcolín, desde 1994 hasta 1997.

## Carrera
Inicio su carrera en 1988 en Circo cómplice de Venevisión. Luego, junto con Wanda D'Isidoro Arcolín en 1993 funge como modelo del programa de concursos La Caravana del Dinero.
En 1994, junto con Wanda D'Isidoro Arcolín pasa a animar el programa infantil El Club de los Tigritos.
Entre 1997 y 1998 participa en Destino de mujer como Marta, una nadadora artística, siendo su primera participación como actriz de telenovelas.
En el año 1999 firma con Radio Caracas Televisión para animar el programa Atrévete a soñar junto con Nelson Bustamante, sustituyendo así a María Alejandra Requena.
Entre  2004 y 2005  regresa a las telenovelas de Radio Caracas Televisión en Mujer con pantalones interpretando a Paulina Torrealba Galué.
Durante  el año 2006 aparece en la película Soltera y sin compromiso interpretando a 
Cristina Maldonado.
Para el año 2008 aparece en las telenovelas La Trepadora y 
Nadie me dirá cómo quererte ambas realizadas por Radio Caracas Televisión.

### 2010-presente: Proyectos internacionales
En el año 2010 ingresa a Telemundo en la telenovela Aurora interpretando el papel de Alicia.
Para el año 2012 aparece en El rostro de la venganza y Corazón valiente, ambas de Telemundo.  
Entre  2013 y 2014 aparece en Marido en alquiler interpretando a Clara Martinez.
En 2015 participa en varios episodios de la serie Escándalos.
En 2017 aparece en Mariposa de barrio basada en el libro Inquebrantable: Mi historia, a mi manera contando la vida de la cantante Jenni Rivera.
Ese mismo año aparece en la serie de antología de Telemundo Milagros de Navidad.
Después de estar alejada durante 4 años de la televisión regresa otra vez a Telemundo para el año 2021 en la telenovela 100 días para enamorarnos realizando una participación especial.
Ese mismo año aparece en la telenovela La suerte de Loli.
Después de 15 años de estar alejada de la televisión Venezolana regresa a Venevisión en la teleserie Dramáticas realizando una participación especial acompañada por Wanda D'Isidoro Arcolín.  

### Telenovelas
| Año       | Título                      | Personaje                                                        |
| --------- | --------------------------- | ---------------------------------------------------------------- |
| 2023      | Dramáticas                  | Danimar                                                          |
| 2021      | La suerte de Loli           | Victoria Martínez                                                |
| 2021      | 100 días para enamorarnos   | Chica de la terapia                                              |
| 2017      | Milagros de Navidad         | Loreto Vargas                                                    |
| 2017      | Mariposa de barrio          | Isabel Martínez                                                  |
| 2015      | Escándalos                  | Hortensia / Daniela / María Teresa / Úrsula - "Coromoto Santana" |
| 2013-2014 | Marido en alquiler          | Clara Martínez                                                   |
| 2012      | El rostro de la venganza    | Rafaela Carrasco                                                 |
| 2012      | Corazón valiente            | Gloria Ferreria                                                  |
| 2010      | Aurora                      | Alicia                                                           |
| 2008      | La Trepadora                | Antonieta Alcoy Del Casal                                        |
| 2008      | Nadie me dirá cómo quererte | Fernanda                                                         |
| 2006      | Soltera y sin compromiso    | Cristina Maldonado                                               |
| 2004-2005 | Mujer con pantalones        | Paulina Torrealba Galué                                          |
| 1999-2002 | Atrevete a Soñar            | Animadora                                                        |
| 1997-1998 | Destino de mujer            | Marta                                                            |
| 1994-1997 | El club de los tigritos     | Ella misma Animadora                                             |
| 1993      | La isla de los tigritos     |                                                                  |
| 1988-1990 | Circo cómplice              |                                                                  |